# واژه‌نامه دیوانی در دوره قاجار
واژه‌نامه دیوانی در دوره قاجار، فرهنگ کوچکی از اصطلاحات و القاب دیوانی دوره قاجار، به ویژه دوره ناصرالدین شاه قاجار است. این اصطلاحات بیشتر در کار با اسناد بیوتات، فرمان‌ها و مکاتبات دولتی مورد استفاده قرار می‌گرفت و تحت الشعاع پنج وزارتخانه مالیه (دارایی) داخله (کشور) جنگ، خارجه و دربار بود و پاره‌ای اصطلاحات نامأنوس دارد که امروزه متروک و نامتداول شده‌است. برخی مربوط به شغل یا لقب اشخاص است. بعضی مرتبط با تشکیلات وزارتخانه‌ای می‌باشد و شماری دیگر در زمینه رسومات مالیاتی و تعداد کمی از آنها، اختصاص به نام شهرها دارد.

## آ
- آب بها یا حق الشّرب: مالیاتی که از آب رودخانه‌ها و قناتهای دولتی و گاه از چاه‌ها، گرفته می‌شد.
- آبپا، آب پاینده؛ میراب؛ آنکه در تقسیم آب، نظارت کند.
- آبدارباشی: رئیس قهوه‌خانه یا آبدارخانه.
- آبدارخانه: مکانی برای تدارک چای و قهوه (و به‌طور کلی، پذیرایی از وظایف آبدارخانه بوده و رئیس این قسمت را آبدارباشی می‌نامیدند).
- آتاشه: وابسته.
- آخور سالار: میرآخور؛ آنکه ریاست کارکنان اصطبل را داشته‌است.
- آدم: افراد دستگاه هر وزیر، والی یا حاکم (کارمندان زیر نظر وزیر و والی را آدم ایشان می‌گفتند).
- آردل؛ گماشته («آردلباشی: رئیس گماشتگان؛ فرّاشی که برای احضار افراد می‌فرستادند؛ فراّشی که مأمور فراخواندن و احضار سپاهیان یا متهمان و گناهکاران است).
- آردباشی: رک ← آردل.
- آژان دیپلماتیک: از کارمندان وزارت خارجه.
- آغاباشی: از اعضای حرمسرا.

## الف
- ابوابجمعی: دخلها و دریافتهای صاحبجمعی؛ وصولیهای مادر حسابی؛ مأخوذیهای محصل خراج و مانند آن.
- ابواب کردن: حساب کشیدن از صاحب ابوابجمعی.
- اتاماژر: اَرکانِ حَرب؛ ستاد (مستعمل در دوره قاجار)
- احتساب آقاسی: شهردار.
- احتساب الملک: شهردار (بعدها به عنوان لقب شغلی نبود).
- احکام نگار: از کارمندان وزارت خارجه.
- اخراجات: (جمع اخراج): وجه معاش؛ وجه گذران؛ هزینه؛ آنچه از شهر یا کشوری از کالای بازرگانی و جز آن، بیرون برند؛ *صادرات؛ مالیات غیر مستمر بیش از میزان عادی.
- اخراجات دیوانی: مالیاتی که برای مصارف دیوانی، وصول می‌شود.
- اداره احتساب: شهرداری.
- اداره بنّایی: تمام بنّاییهای دولتی را ــ که از کارهای پرسود بوده ــ بر عهده داشته است؛ رک ← بنّاخانه و فخارخانه.
- اداره پلیس: شهربانی.
- اداره تخشایی: وزارت قورخانه.

- اداره تذکره: اداره گذرنامه.

ناصرالدین شاه قاجار و جمعی از رجال در حال بازدید از قورخانه طهران

- اداره صاحبجمعی شترخانه و قاطرخانه: کار ادارات باربری و حمل و نقل کنونی را انجام می‌داده‌است.
- اداره صرف جیب مبارک: خزانه داری؛ خزانه اندرون ــ که از مشاغل درباری بوده است؛ رک ← خازن صرف جیب.
- اداره فنّی: اداره هنر.
- اداره متعلقه به رسیدگی امتیازات: اداره رسیدگی به امتیازات؛ از ادارات وزارت خارجه.
- اداره محاکمات قشون: اداره دادرسی ارتش.
- اداره ملبوس و خیاطخانه: تدارکات ارتش.
- اداره مهر مبارک و خزانت خاتم همایون: عنوان مهرداری شاه، در زمان سلطنت ناصری.
- استیفا: وزارت دارایی (در دوره ناصرالدین شاه، مدتی نامش وزارت محاسبات بوده)؛ رک ← مستوفی.
- استیفا و سررشته داری کل مالیات: ریاست حسابداری ارتش.
- اسکول: نام کالجی در انگلستان.
- اشرف: در دورهٔ صفویه، یکی از القاب پادشاهان بوده و چیزهای منسوب به شاه را با مضاف الیه «اشرف»، به کار می‌بردند (تالار اشرف؛ مظفرالدّین شاه، امین السّلطان را «جناب اشرف» می‌خوانده).
- اعیانی: برادرانی که از یک پدر و مادر باشند.
- اَمارت دیوان: وزارت عدلیه.
- امیر تومان: فرماندهٔ ده هزار نفر؛ سپهبد؛ امیر لشکر؛ سرلشکر.
- امیر دیوان: امیر دیوانخانه؛ وزیر دادگستری.
- امیر دیوانخانه: رئیس دیوانخانه؛ وزیر دیوانخانه؛ وزیر دیوان عدالت؛ وزیر عدلیه؛ وزیر دادگستری.
- امیر دیوانخانه عدلیه: وزیر دادگستری.
- امیر لشکر: رک ← امیر تومان.
- امیر نظام: فرمانده قوا؛ فرمانده سپاه.
- امیر نویان: فرمانده صد هزار نفر؛ ارتشبد؛ بالاترین منصب سپاهی در قاجار.
- امین الصّره: تحویلدار صرف جیب را تا زمان محمد شاه قاجار می‌گفتند.
- امین بقایا: رئیس اجرائیات وزارت دارایی؛ مأمور وصول بقایا (ابتدا داروغه دفترخانه، محصّل بقایا، محصّل محاسبات می‌گفتند و معاون وزیر بقایا را امین بقایا می‌نامیدند).
- انبار: زندان واقع در ارگ.
- انگلوفیل: طرفدار انگلیس.
- ایچ آقاسی: خواجه باشی.
- ایشیک آقاسی: رئیس تشریفات سلطنتی (رئیس بیرون آقاسی: سردار حاجب دربار)؛ رئیس دربار صفویان؛ داروغه دیوانخانه (ایشیک آقاسی باشی: رئیس تشریفات).
- ایشیکخانه: اداره تشریفات سلطنتی.
- ایل: مطیع.
- ایلبیگی: رک ← رئیس خانوار.
- ایلچی: رسول و فرستاده پادشاه به نزد پادشاه دیگر، در زمان صفویه، افشاریه، زندیه، قاجاریه (تا زمان سلطنت مظفرالدین شاه)؛ نمایندگان سیاسی ایران ــ به خارج فرستاده می‌شدند، یا نمایندگان دول خارجی که به ایران اعزام می‌گردیدند («ایلچی»؛ نماینده سیاسی، وزیر مختار و سفیر است؛ و «ایلچی کبیر» سفیر کبیر است؛ پیامگزار؛ سفیر («ایلچی بزرگ»: سفیر بزرگ «ایلچی مخصوص»: سفیر مخصوص).
- ایلچیخانه: سفارتخانه؛ رک ← ایلچی.
- ایلچی کبیر: رک ← ایلچی.
- ایلچی مخصوص: رک ← ایلچی.
- ایلخان: رئیس ایل، خان قبیله؛ ایلبیگی؛ رئیس طایفه.

## ب
- باج: رک ← صادر یا صادرات.
- بارخانه: انبار؛ جای محصول؛ تجارتخانه؛ بسته‌های امتعه.
- باستیان: دژ و استحکامات.
- باش: رئیس و سر.
- باطالیان: گردان.
- بالاسری: غیر شیخیه؛ در اصطلاح خاص شیعه، کسانی که در برابر شیخی‌ها هستند، شیعه غیر شیخی گفته می‌شوند.
- برات: ترکیبات، برات، از بالا به پایین صفحه:

[ـ صدر حساب؛ موضوع برات؛ مواجب انعام، بهای شیء خریده شده و...]، تاریخ که معمولآً سال‌های ترکی بوده، مبلغ به خط سیاق.
- منبع و محل پرداخت برات: نام شخص یا منبعی که مبلغ برات به وسیله او یا ابوابجمی او می‌باید پرداخت شود، با ذکر تاریخ صدور برات و مهر.
- بکاول: رک ← خولنسالار.
- بلدهٔ طیبه: همدان.
- بلدیه: شهرداری.
- بنّاخانه و فخّارخانه: آجر و گچ و آهک و بنّایی‌های دوره ناصری، از مالیات کوره پزها تأمین می‌شد و ومعمارباشی و معماران درجه دوم هم ــ که برای نقشه‌کشی و کارفرمایی لازم بودند ــ مواجب دولتی داشتند و مزد بنّا و سرعمله و نجّاری یراق درها، از پول خزانه تأمین می‌شد.
- بنیچه: در اصطلاح مالیه، صورت تقسیم مالیات هر ده، بر آب و خاک آن ده.
- بیرونی: حیاطی که مردِ خانه در آنجا مهمان خود را می‌پذیرفت و مهمانی می‌کرد؛ مقابل اندرونی؛ خانهٔ مردان.
- بیگلربیگی: از زمان صفویه، حکّام بزرگ (استانداران) را بیگلربیگی می‌گفتند؛ حکام ایالات که از جانب سلطان انتخاب می‌شدند (بیگلربیگ: سپهسالار؛ بزرگ شهر؛ رئیس کدخدایان؛ امیر الامرا؛ رئیس طایفه).
- بیوتات سلطنتی: حرمخانه (اداره خواجه سرایان و کارهای خانگی)، خلوت (اداره پیشخدمتان و فرّاش خلوتان)، آشپزخانه، قاطر خانه، اسلحه خانه، غلامخانه، یساولخانه، سرایدارخانه، زنبورکخانه، شاطرخانه، نقاره خانه، ایشیکخانه (اداره تشریفات سلطنتی)، خزانه، ضرّابخانه و…؛ در اصطلاح درباری قدیم، ادارات امور شخصی شاه را ــ که اغلب مثل آبدارخانه، کشیکخانه و امثال آن، به «خانه» ختم می‌شد ــ می‌گفتند.

## پ
- پته: جواز، جواز مالداران ــ که حاکی از ادای حق راهداریست.
- پروانه: رک ← نشان.
- پنجاه باشی: رک ← سوار کشیکخانه.
- پیشخدمت: نوکری که چیزها به مجلس می‌آورده و می‌برده؛ خدمتکاری که خدمات حضوری داشته؛ مترادف پیشکار.
- پیشخدمت باشیگری: ریش سفیدی عمله خلوت و تفنگدار باشیگری؛ از مشاغل مهم درباری.
- پیشخدمتی: وظیفه و شغل پیشخدمت.
- پیشکار: وزیر؛ معاون حکومت (پیشکاری: مباشری؛ نایبی و ریاست دارایی شهرهای درجه اوّل یا مرکز استان‌های کشور).
- پیشکار دارایی: وکیل مالیه (وکالت مالیات دیوانی).
- پیشکار کل: قائم مقام ولیعهد (کارهای عمومی ایالت را اداره می‌کرده‌است).
- پیشکار مالیه: کار داد و ستد وجوه و امور مالیاتی را از روی کتابچه دستورالعمل ارسالی از مرکز، به عهده داشته‌است.
- پیشکشی: بخشیدن چیزی از سوی کوچکی به بزرگی؛ نام نوعی از خراج ــ که از قوا می‌گرفتند.

## ت
- تاریخ کتابت: پس از اتمام کلیه تشریفات، وقتی که فرمان را به دست صاحب سند می‌دادند، تاریخ صدور را در پای سند می‌نوشتند.
- تحویلدار صرف جیب: رک ← خازن صرف جیب، امین الصّره تحویلدار وجوه نظام: ریاست خزانه نظام.
- تحویلداری: خزانه داری؛ رک ← اداره صرف جیب مبارک؛ خزانه داری؛ سمت کسی که وجه نقد یا جنس به او سپرده می‌شد.
- تخشایی ارتش: قورخانه (فرهنگستان آن را به جای صناعت ارتش پذیرفته‌است).
- تدارکات عسکریه: اداره تدارکات و تسلیحات ارتش.
- تعدیل دخل و خرج خزانه: تنظیم بودجه.
- تعلیقه: رک ← مطلق العنانی.
- تفاوت عمل: ستونی در دفترچه مالیاتی به این نام بود که در این ستون، برای دهات خراب تخفیفی قائل می‌شدند و برای مزارع تازه آباد و جدید النّسق، به‌طور تخمین، مبلغی مالیات پیش‌بینی می‌شد. حاکم، موظف بود این تفاوت عمل را وصول کند. این تفاوت عمل، منحصر به مالیات ارضی نبوده‌است.
- تفنگچی آقاسی: رئیس تفنگداران خاصّه شاه؛ گارد (پاسگان) مخصوص شاه.
- تفنگدارباشی: ریاست تفنگدارخانه و تفنگداران خاصّه.
- تمسّک: سند؛ نوشته و حجّت مکتوب.
- توره: قوره (به زبان ازبکی)؛ خانزاده؛ امیرزاده؛ شاهزاده.
- توشیح: بعد از مراحل مهرگذاری و طغراکشی، پادشاه به خط خود بر حاشیه نامه یا فرمان، می‌نوشت: «صحیح است» و بعدها به صورت امضا درآمد ــ که آن را توشیح می‌گویند؛ اصطلاحاً، امضای شاهانه قوانین را پس از تصویب مجلسین، می‌گفتند.
- تیول و سیورغال: در اضلاع مختلف مملکت، به علما، قضات، امرا و اعضای خاندان سلطنت و سپاهیان، سیورغالات یا تیولات داده می‌شد و مالیات آنجا به جهت مدد معاش و مواجب ایشان، مقرر می‌شد. در مواردی، اعطای زمین خالصه، به جای حقوق و مواجب یا اعطای حق وصول مالیات ناحیه‌ای ــ که خاصه بود ــ یا مالک شخص ثالث یا ملک خود تیولدار یا مرتع شناخته می‌شد، به حساب می‌آمد. در بعضی نواحی، اختصاص به عواید داشت ــ که به مناسب معین، تعلق می‌گرفت. در املاک اربابی، تیول، فقط عبارت بود از مالیات دیوان یا دو دهم محصول.

## ج
- جبادارباشی: رئیس قورخانه (رک ← قورخانه)؛ صاحب منصب جبارخانه (اسلحه خانه).
- جبه خانه: زرادخانه.
- جلودار سوار: رک ← میرآخور.

## چ
- چاپار باش: رئیس کل پست یا وزیر پست؛ چپر.
- چالانچی: نوازنده.
- چاووش: یساول؛ کسی که در روز جنگ، صفوف لشکر را مرتب می‌کرد (رئیس آن‌ها را چاووش باشی می‌گفتند).
- چراغ گاز: افتتاح روشنی چراغ گاز، در دارالخلافه، به سال ۱۲۹۸ ق.
- چراخچی: مقدمة الجیش؛ پیشقراول (چرخچی باشی: فرمانده چنین فوج یا لشکری است).
- چرخچی باشی: متصدی اداره حمل و نقل؛ رک ← چرخچی.
- چنونیک: کارمند کشوری.

## ح
- حائری و غروی: پسوند اسامی علمای شیعه که به جهت تحصیل یا تدریس، در کربلا و نجف اقامت داشته‌اند.
- حاجب الدّوله: در زمان پادشاهی ناصرالدّین شاه، به فرّاشباشی، حاجب الدّوله می‌گفتند.
- حاجب دبار: رک ← ایشیک آقاسی.
- حافظ الصّحه: رئیس بهداری.
- حاکم: فرمانده؛ فرمانفرما؛ کسی که از طرف دولت، مأمور حکومت ایالات و شهر و دهی باشد.
- حق الشّرب: رک ← آب بها.
- حکومت: کارگزاری کل، پیشکاری کل؛ وزیری کل.

## خ
- خازن صرف جیب: وقتی ناصرالدین شاه، می‌خواست انعامی به کسی بدهد، حواله پرداخت آن را به اداره صرف جیب مبارک می‌داد. وجوه پیشکشی (رشوه) و پول‌های کم را به این اداره تحویل می‌دادند و پول‌های زیاد را به خزانه، به حساب وجوهات خاصّه.
- خامخانه: پمپ بنزین.
- خانواری: صحرانشینان و ایلات، به جای پرداخت مالیات ارضی، سالانه مبلغی به عنوان مالیات خانواری، به پادشاه می‌دادند ــ که توسط رؤسای ایلات، از خانواده‌ها جمع‌آوری می‌شد. در دوره قاجار، یک ایلخان و یک ایلبیگ، بر ایالات بزرگ می‌گماردند که وظیفه آنها، جمع‌آوری مالیات دیوان و اداره امور عشایر بود.
- خدمتانه: هدیه؛ تحفه؛ پیشکش.
- خزانه: بزرگترین بیوتات سلطنتی ــ که کار آن جنبه دولتی داشت.
- خزانه اندرون: قسمتی از خزانه که خزانه جواهر و طلا وزیر کلید و مهر و موم شاه بود.
- خزانه مالیات: قسمتی از خزانه؛ خزانه بقایای مالیات‌های کشور و عایدات سایر ممرهای دولتی که تحت ریاست معیرالممالک‌ها و امین‌السلطان‌ها بود.
- خلوت: رک ← دربار.
- خلیفه طب: دانشیار.
- خوانسالار: سالار بار؛ ناظر آشپزخانه و وزیر دربار؛ بکاول؛ طبّاخ؛ سفره چی.

## د
- دارالامان: کرمان.
- دارالایمان: قم.
- دارالخلافه: تهران.
- دارالخلافه ناصری: تهران.
- دارالدوله: کرمانشاهان.
- دارالرصّاعه: شیر خوارگاه؛ مؤسسه وابسته به دستگاه‌های شهرداری یا دولتی یا موسسات خیریه ــ که برخی کودکان شیرخوار، در آنجا نگهداری می‌شدند.
- دارالسلطنه: تبریز؛ اصفهان؛ قزوین.
- دارالشورای کبری: دارالشورای کبرای دولتی؛ مجلس دربار اعظم؛ رک ← مجلس شورا.
- دارالعباده: یزد.
- دارالعلم: شیراز.
- دارالمرز: استرآباد؛ مازندران؛ گیلان.
- دارالمومنین: کاشان.
- داروغه دفترخانه: رک ← ایشیک آقاسی.
- داروغگی دفترخانه: محاسبات ولایات و تحصیل بقایای حکّام.
- داروغگی دفتر وزارت خارجه: رئیس اجرائیات.
- دبیر حضور: آنکه در حضور سلطان یا امیر، کتابت می‌کرد؛ رک ← منشی الممالک.
- دبیر مهام خارجه: در زمان سلطنت ناصری، هم لقب بود و هم شغل؛ دبیر مهام؛ قائم مقام وزارت دول خارجه (دبیری مهام خارجه: معاونت یا کفالت وزارت خارجه)
- دربار: آنچه امروزه به آن «دربار» گفته می‌شود، در قدیم، به آن «خلوت» و به کارکنان آن، عمله خلوت و به رئیس آنها، ریش سفید خلوت می‌گفتند. ریش سفید خلوت، چیزی نظیر وزیر دربار بود.
- دربار اعظم: رک ← دارالشّورای کبری.
- درخانه: در دوره قاجار، دربار سلطنتی را درخانه یا دربخانه می‌گفتند.
- دستخط: شاه، اوامر خصوصی و دستورهای مخصوص خود را به خط خود یا منشی مخصوص خود ــ که حکماً ذیل آن را امضا می‌کرد ــ صادر می‌نمود. این نوع مکتوب، به دستخط موسوم بود. دستخط، نباید حاوی کارهای دولتی باشد؛ زیرا با مسئولیت وزرا، منافات دارد.
- دفتر: اداره رسایل.
- دفتر اوراجه: رک ← مستوفی.
- دفتر جزو جمع: رک ← مستوفی.
- دفتر خاقانی: اداره ثبت املاک.
- دفتردار: لشکرنویس؛ رک ← لشکرنویس باشی.
- دفتر دستورالعمل: رک ← مستوفی.
- دفتر محاسبه: رک ← مستوفی.
- دفیله: رژه رفتن؛ عمل به رده رفتن و گذشتن گروه‌ها از برابر کسی؛ رژه.
- دواتداری: رک ← منشی‌الممالک (دواتدار: منشی؛ دبیر).
- دورژیمان: هنگ.
- دوک: امیرالامرا.
- دهباشیان: رک ← سوار کشیکخانه.
- دیموسها: نجبای مملکت.
- دیوان بیگی: رئیس محاکمات شهر و منصبدار حکومت؛ رئیس هیئت داوران یا رؤسای دادگستری ولایات را می‌گفتند و کم‌کم نام خانوادگی شد؛ رؤسای دادگستری ولایات.
- دیوانخانه: محکمه؛ دارالحکومه؛ نخست وزیری؛ مکانی متصل به کاخ شاه ــ که صدراعظم و وزرا در آنجا به امور مملکتی رسیدگی می‌کردند.
- دیوان رسایل: دفتر ایالتی.
- دیوان عدالت عظمی: دادگستری.

## ر
- رختدار: جامه دار خاص شاه (رختدارخانه)؛ از امور خصوصی شاه ــ که تحت ریاست صندوقدار باشی بوده‌است.
- رسوم: رشوه، انعام و پولی برای انجام کار.
- رقم: در دوره قاجار، اوامر و احکام و مخاطبات کتبی ولیعهد و شاهزادگانش را ــ که فرمانفرمایی و حکمرانی داشتند ــ می‌گفتند؛ مترادف حکم است.
- رسوفیل: طرفدار روس.
- ریاست دربخانه: ریش سفیدی دربخانه.
- ریاست دفتر: پیشکار دارایی.
- ریاست قشون: فرمانده لشکر.
- ریش سفید عمله خلوت: رک ← وزیر دربار.
- رئیس: معاونان وزارتخانه‌ها را می‌گفتند.
- رئیس دفتر استیفا: وزیر دارایی.
- رئیس دفتر مخصوص شاهنشاهی: رک ← منشی‌الممالک.
- رئیس دیوانخانه: ← امیر دیوانخانه.
- رئیس نظمیه: پلیس (به منزله شهربانی).

## ز
- زرّادخانه: ذخایر و مهمات ارتش؛ قورخانه؛ جباخانه؛ سلاحخانه؛ محل اسلحه و ذخایر و مهمات نظامی.
- زنبورک: نوعی اسلحه گرم.
- زیبا: نام سگ عزیزالسلطان.
- زینخانه مبارک: رک ← زیندارخانه.
- زیندارباشی: در زمان ناصرالدین شاه، به خازن رکیبخانه مبارک و در زمان مظفرالدین شاه، رئیس زینخانه مبارک؛ رک ←زیندارخانه.
- زیندارخانه: گاهی که شاه در شهر برای نمایش، اسب سواری می‌کرد، زین و یراق اسبش مرصّع بود. زین‌های مرصّع شاه، زیندار خانه‌ای داشت که تحت سرپرستی یکی از رجال دربار، اداره و حفظ می‌شد.

## ژ
- ژنرال قنسول: رک ← قنسول.

## س
- ساخلو: پادگان؛ گروهی از سربازان که در مکانی جای گزیده‌اند و به حفظ و نگاهداری آن گماشته شده باشند.
- سالاربار: بار سالار؛ پرده دار؛ ایشیک آقاسی؛ رک ← ایشیک آقاسی.
- سپهسالار: فرمانده لشکر.
- سرایدارباشی: رئیس سرایدارخانه؛ از مشاغل مهم درباری. (سرایدار: مستخدم و نگهبان سرا).
- سررشته‌داری مالیات: رک ← استیفا.
- سردار: فرمانده لشکر؛ معاون حکومت.
- سردار کل: وزیر جنک؛ سپهسالار.
- سرداری: ریاست قشون؛ فرمانده لشکر.
- سرعسکر: فرمانده قوا.
- سرکشیکچی باشی: رئیس گارد (پاسگان) مخصوص شاه.
- سرکنسول: رک ← قنسول.
- سوار کشیکخانه: پاسگان (گارد) مخصوص شاه ــ که تحت ریاست کشیکچی باشی و نایبان و یوزباشیان و پنجاه باشیان و دهباشیان کشیکخانه بودند. سوار کشیکخانه را غلام کشیکخانه هم می‌گفتند (از مشاغل مهم درباری).
- سورسات: سیورسات؛ ارزاقی که به زور از انبارهای مردم، جهت پذیرایی مهمانان و فرستادگان دولت و قاصدان، از طرف حکام وصول می‌شد؛ غلّه و خوراک لشکریان و علوفه اسب‌ها و حیوانات؛ آذوقه لشکریان و سپاهیان یا پادشاه و امرا.
- سیورغال: عواید زمین ــ که به جای حقوق یا مستمری، به شخصی بخشند؛ تیول و زمینی که پادشاه، جهت معیشت، به ارباب استحقاق بخشد؛ رک ← تیول و سیورغال.

## ش
- شارژه دافر: کنسول؛ کارپرداز؛ شازدفر؛ شاهزاده فر؛ کاردار سفارت؛ مأمور سیاسی و نایب وزیر مختار.
- شاطر: پیاده‌های جلو اسب شاه را می‌گفتند.
- شاه: لقبی که پیشوایان دراویش، به مرید و جانشین خود می‌دادند.
- شبنامه: نوعی جریده (از خانواده مطبوعات).
- شبندرخانه: شه بندرخانه؛ کنسولگری.

## ص
- صاحب اختیار: کسی که مجوز برای اجرای حکمش بدون چون و چرا دارد (برای افرادی که تحت فرماندهی باشند).
- صاحب جمع: رئیس حمل و نقل؛ مسئول ضبط و تحویل‌نویسی از اموال دیوانی بوده (در دوره صفویه)؛ صاحب جمع خزانه؛ صاحب جمع جباخانه؛ صاحب جمع قپچاقخانه و…
- صاحبدیوان: رئیس کل بودجه؛ کسی که اسامی هر حقوق‌بگیری را به اندزه مواجب داشته‌است (از اواسط سلطنت قاجار، این لقب، جزو القاب منحصر محسوب می‌شده‌است).
- صاحبدیوان رسالت: دبیر؛ رئیس دفتر.
- صاحبدیوان رسایل: رئیس دفتر مخصوص شاهنشاهی؛ رک ← منشی‌الممالک.
- صاحب منصب: افسر قشون.
- صادر: صادرات؛ باج؛ پولی که برای امور اتفاقی، از رعایا گرفته می‌شده.
- صدر: رئیس؛ در دوره فتحعلیشاه، وزیر عدلیه را صدر دیوانخانه می‌گفتند؛ و نیز امیر دیوانخانه.
- صدرالممالک: از زمان صفویه تا اوایل دوره ناصری، به متصدی امور شرعیه و اوقاف و حسبه، می‌گفتند؛ وزیر دادگستری و اوقاف؛ امیر دیوانخانه؛ صدرالممالک؛ صدر دیوانخانه؛ امور ملکی و شرعیات.
- صرف جیب: پول توجیبی شاه.
- صندوقخانه: کارش تهیه خلعت و نشان بوده، و جزو کارهای عمومی دولت، محسوب می‌شده‌است.
- صندوقداری: متصدّی صندوق جواهرات و اشیا و اجناس بهادار و با ارزش.

## ض
- ضابط: حاکم نواحی و بلوکات؛ فراهم آورنده و نگهدارنده چیزی.

## ط
- طغرا: طغری؛ علامت و نشان پادشاهان ــ که بر نوشته‌های سلطانی و دیوانی، به منظور تأیید و تأکید مطالب و مندرجات آنها، اضافه می‌کرده‌اند؛ علامتی که با خط درشت، بر طرّهٔ احکام سلطانی کشند؛ القابی که بر سر فرمان پادشاه می‌نویسند؛ خطی منحنی که بر سر احکام ملوک، می‌کشیدند.

## ع
- عمله خلوت: کسی که نظافت امور و سرای سلطنتی را به عهده داشته؛ کنیزان و زنان حرم؛ رک ← دربار.

## غ
- غروی: رک ← حائری و غروی.
- غلامبچه: رابط میان اندرون شاه و بیرون.
- غلامبچه باشی: رئیس غلامبچه‌های اندرون شاه؛ رک ← غلامبچه.
- غلام کشیکخانه: رک ← گارد (پاسگان) مخصوص شاه، و رک ← سوار کشیکخانه.

## ف
- فخّارخانه: کوره پزخانه؛ رک ← بنّاخانه و فخّارخانه.
- فراشباشی: نسقچی باشی: رئیس میرغضبها؛ داروغه چوبداران (فرّاش: پیشخدمت و خدمتکار).
- فراشها: کسانی که غذا را حمل می‌کردند؛ پیشخدمتها.
- فرمان: کلیه اقسام دیوانیات که حاکی از اوامر و دستورهای و مصوبات پادشاه بوده و به مهر و طغرای آن‌ها می‌رسیده است؛ نوشته‌ای که در آن، سمت یا مواجبی برای کسی معین می‌شده؛ توقیع پادشاه؛ اسم عام اوامر کتبی شاه؛ به فارسی فرمان است؛ فرمان، حتماً باید به دست مستوفی و پشت آن به مهر صدراعظم، وزیر مالیه، صاحبدیوان و منشی‌الممالک و شاه رسیده باشد.
- فرمانفرما: حاکم؛ رک ← حاکم.
- فعله: کارگر (در عربی، جمع عامل است و مفرد نیست).
- فوج: هنگ.

## ق
- قائم مقام: یکی از معانی آن، دبیر مهام خارجه؛ رک ← دبیر مهام خارجه.
- قاپوچی: دربان.
- قاپوق: (احتمالاً یا پای قاپوق!) میدان اعدام فعلی.
- قصر قاجار: با مصالح کشی سران قاجار، برای محل ییلاقی، توسط فتحعلیشاه بنا شد.
- قلمداندار: منشی حضور؛ رک ← منشی‌الممالک.
- قلمی: تحریر (قلمی شد: تحریر شد).
- قنسول: کارپرداز، شارژه دافر (ژنرال قنسول: کارپرداز اول؛ سرکنسول).
- قورخانه: رک ← زرادخانه.
- قوره: توره؛ شاهزاده.
- قوریساولباش: رئیس تفنگداران خاصّه.
- قوریلتای: مجلس شورا.
- قوللر آقاسی باشی: رئیس غلامان؛ رک ← گارد مخصوص شاه.
- قهوه قجری: در دوره قاجار، به قهوه مسموم ــ که به رجال، برای هلاکت آن‌ها می‌دادند ــ می‌گفتند.

## ک
- کارپردازی: مباشرت و ملزومات کارخانه: خان‌های که در آن بنّایی می‌کنند؛ قورخانه؛ مطبخ بزرگ.
- کاخ زرّین: هریک از عمارات بلدیه‌های نواحی.
- کاخ شهر: عمارت مرکزی بلدیه.
- کارگزار: وکالت و منصبی در وزارت خارجه.
- کتابچه جمع و خرج: کتابچه جمع و خرج مالیاتی مستوفیان.
- کتابچه دستورالعمل: کتابچه جمع و خرج مالیاتی مستوفیان.
- کتابداری: رئیس کتابخانه؛ شغل کتابدار؛ مأمور حفظ نظم و ترتیب کتب در کتابخانه.
- کدخدای محل: رئیس محله؛ در دوره ای به معنای رئیس کلانتری بوده‌است.
- کرپی: پٌل
- کروم: (جمع کرم) درخت انگور.
- کشیکچی: ریاست نگهبانان.
- کشیکخانه: رک گارد مخصوص شاه.
- کلانتر: حاکم؛ رئیس شهر که کدخایان محله را تعیین و اداره می‌کرده؛ داروغه شهر.
- کلانتری ایالت: از مشاغل اداره حکومتی شهر؛ این لقب، فقط مخصوص فارس و قوام‌های شیراز بوده (به نظر مهدی بامداد).
- کمیسر عالی: رئیس اداره شیلات.
- کنت: خان
- کوتوال: رئیس شهربانی.
- کوچ: کوچ و بند؛ زن و فرزند و اهل.

## گ
- گار: ایستگاه راه‌آهن.
- گارد مخصوص شاه: سوار کشیکخانه (و رئیس کل سواران کشیکخانه را غلام کشیکخانه نیز می‌گفتند. سرکشیکچی باشی، در مواقع سواری شاه، باید ملتزم رکاب می‌شد و سواران یا غلامان او در جلو و عقب می‌بودند تا اگر پیشامدی می‌شد، برای حفظ جان شاه، حاضر باشند).

لباس

## م
- ماژور: یکی از درجات نظامی، معادل یاور سابق و سرگرد امروزی.
- مالیات ارضی: مالیات اراضی زراعتی.
- مالیات غیرمستقیم: در دوره قاجار، در اوایل دوره مشروطه، شامل مالیات‌های زیر بوده: ۱- نمک، ۲- تریاک، ۳- الکلیات یا رسومات، ۴- دخانیات، ۵- ذبایح یا روده، ۶- پوست برّه، ۷- گمرک.
- مالیات مستغلات: از کلیه ساختمان‌های شهری، مبلغی به عنوان کرایه زمین، از طرف دولت دریافت می‌شد.
- مالیات مستقیم: در دورة قاجار، در اوایل دورة مشروطه، چهار نوع بوده: ۱- ارضی، ۲- اصناف، ۳- وسایط نقلیه یا نواقل، ۴- مستغلات.
- مبادله: در دورة قاجار، نوشتن سند در دو نسخه بوده که هریک از دو نسخه را یکی از متعاهدین، نزد خود نگه می‌داشتند.
- مباشر: رئیس.
- متصدی مخزن تدارکات عسگریه: رئیس مخازن.
- مجلس دربار اعظم: رک رئیس مخازن.
- مجلس دربار اعظم: دارالشّورا؛ رک مجلس شورای دولتی.
- مجلس شورای دولتی: به امر ناصرالدین شاه، در سال ۱۲۷۵ ق. شش وزارتخانه (داخله، خارجه، جنگ، مالیه، عدلیه و وظایف) جهت شورا، به ریاست میرزا جعفرخان مشیرالدّوله تشکیل شد. در سال ۱۲۸۸ق. مجدداً به امر ناصرالدّین شاه، همان وزرا و شاهزادگان (معین)، در هفته دو روز برای رسیدگی به امور مهام مملکتی و دو روز برای امور مهم دیگر، در دارلشّورای کبری جمع می‌شدند. دارالشورا، رئیس و ناظم داشت. صدور هر حکمی در این مجلس، باید به تصدیق وزرای اهل مجلس می‌رسید. ناصرالدّین شاه، امر به تشکیل مجلسی به نام دارالشّورای کبری داد تا بتواند به جای صدراعظم، تصمیم بگیرد. عضویت و ریاست شورا، بر حسب امر شاه صورت می‌گرفته‌است.
- مجلس شورای ملّی: دارالشورای ملّی، در سال ۱۳۲۴ق ایجاد شد. این مجلس، تا سه هفته در عمارت گلستان منعقد و بعد به بهارستان و سپس به باغ سپهسالار منتقل شد. اعضای این مجلس را ملت انتخاب می‌کردند.
- محصّل بقایا: رک امین بقایا.
- محصّل محاسبات: مأمور وصول یا رئیس اجرا و وصول مالیات.
- مخبر: راپورتچی.
- مدرسه وزارت خارجه: مدرسة علوم سیاسی.
- مرخّص: نماینده مختار.
- مرسوم: مستمری و وظیفه.
- مستوفی: حسابدار؛ در اصطلاح مالی قدیم، متصدی استیفای مال دولت بود. مال دولت یا نزد مالیات بده‌است یا نزد متصدی وصول. مستوفی برای انجام وظیفة خود، چهار دفتر داشته:

دفتر جزو جمع: اسامی ایالات و ولایات، از آذربایجان تا یزد در آن بوده‌است؛ دفتر اوراجه: راجع به مصارف بیوتات سلطنتی و مصارف فوق‌العاده؛ دفتر دستورالعمل: خلاصة دستورالعمل بودجه‌های هر سال ولایات قلمرو مستوفی، در آن نوشته می‌شده‌است؛ دفتر محاسبه: جمع و محاسبه ولایات تحت قلمرو مستوفی که توسط پیشکار حاکم، برای مستوفی ارسال می‌شده‌است.
- مستوفی الممالک: در دورة فتحعلیشاه، برای امورمالیاتی، سرپرستی به نام مستوفی الممالک تعیین شد و زیر نظر او، برای هر چندین ولایت، یک نفر مستوفی معین شد؛ بنابراین، مستوفی الممالک در حکم وزیر دارایی کنونی بوده و بر دخل و خرج کشور، نظارت داشته‌است. مستوفی، هرسال عملیات صاحب جمعان قلمرو خود را رسیدگی می‌کرد، صورت حساب آن‌ها را می‌نوشت و پس از تشخیص باقی هر یک و وصول آن، به آنان مفاصا حساب می‌داد. از اواخر دورة ناصری، این لقب جنبة شغلی خود را از دست داد و جزو القاب دولتی شد.
- مستوفی پای سند: مستوفی مأمور رسیدگی نهایی را مستوفی پای سند می‌گفتند که بایست بروات و فرمان‌ها را قبل از مهر صدراعظم و صحه شاه، ثبت و مهر می‌کرد و ضامن صحّت آن بود.

مستوفی کل، پیشکار دارایی.
- مصلحت خانه: در سال ۱۲۷۶ق ــ که همه روزه باید در مورد مصالح ملک و ترقی مملکت گفتگو می‌شد ــ شاه، مجلسی به این نام دایر کرد و اعضای آن، عمومی تر از مجلس شورای وزرا بوده‌است.
- مصلحت‌گزار: کاردار؛ شارژه دافر.
- مطلق العنانی: رعایا، در موقع تغییر محل و نقل مکان از ملکی به ملک دیگر، مجبور بودند وجوهی جهت مطلق‌العنانی و آزاد بودن، به حکومت یا پیشکار مالیه بپردازند و ورقة اجاره نامه به اسم تعلیقه، دریافت دارند که بدون این ورقه، هیچ رعیتی حق انتقال به جای دیگر و تغییر محل نداشت.
- معتمد حرم: رئیس خواجگان.
- معلمخانه دولتی: دارالفنون
- مفاصا حساب: رک مستوفی الممالک.
- ملتزم رکاب: همراه شاه؛ رک گارد مخصوص شاه.
- ملفوفه فرمان: شاه، غیر از فرمان کتبی و رسمی خود، فرمان کتبی و رسمی دیگری هم داشته‌است؛ مثلاً در امر خاصی از قبیل: تحقیق و تفتیش و رسیدگی به کار معینی، صادر می‌شده یا دستوری به‌طور فوقالعاده به کسی اعلام می‌گردیده. این فرمانها، سربسته، به مخاطب می‌رسید. به همین جهت، آن را «ملفوفه فرمان» نامیدهاند. این فرمانها، به صحّة شاه و مهر صدراعظم می‌رسید.

ممالک محروسه: مجموع ایالات و ولایات ایران؛ کشور ایران.
ممیزی املاک: کارشناس، محصول زمین و میزان آب قنات را به‌طور تقریب، جهت وصول مالیات تعیین می‌کرد. با اجرای ممیزی علمی، قدم عمدهای برای تشخیص صحیح عایدات و تعیین میزان مالیات مؤدیان، برداشته شد.
- منافع دارالضّرب: در زمان قاجار، از عواید حاصل از عملیات ضرابخانه‌ها، ۵/۷ درصد مالیات اخذ می‌شد که به آن، منافع دارالضرب می‌گفتند.
- منجّم و منجّم باشی: کسی که برای سفر، سعد و نحس را تعیین می‌کند.
- منشور: فرمان‌های سرگشاده پادشاهان؛ فرمانهایی که محرمانه و رمزی نبودند؛ فرمان شاهی مهر نکرده؛ فرمان پادشاهی که از باب لطف وعنایت باشد.
- منشی اسراری صدرات عظمی: مدیر دفتر محرمانه و مرموزات.
- منشیالممالک: تا اواسط دورة محمدشاه، از القاب شغلی بوده. رئیس دفتر مخصوص شاهنشاهی را می‌گفتند و از آن پس، متصدی شغل مزبور را صاحبدیوان رسایل؛ وزیر رسایل؛ منشی حضور و دبیر حضور می‌نامیدند.
- منشی حضور: رک منشیالممالک.
- منشی حضور همایون: رئیس کل وظایف؛ مأمور ابلاغ به وزرا.
- منغلای: (= منقلای): پیشقراول و طلایة سپاه.
- موزیکانچی: نوازندگان ارکستر نظامی.
- مهرداری: عمله خلوت؛ رک ¬ عمله خلوت.
- مهلتانه: آنچه در ازای دادن یا گرفتن مدّت، گیرند یا دهند؛ وسیلة مهلت طلبی.
- میرآخور: جلودار؛ از مشاغل مهم درباری؛ کسی که پیاده در جلو حرکت می‌کرده، برای به مقصد رساندن آقا؛ جلودار سوار؛ رئیس اصطبل شاهی.
- میرزا: کاتب و نویسنده و منشی؛ از القاب شاهزادگان هم بوده ولی بعدها برای سردارزادگان هم استفاده شد. وقتی در اوّل نام آید، اطلاق به نویسندگان، خاصّه اهل حساب می‌شده؛ دفتردار؛ حسابدار.
- میزان آقاسی: رئیس کل گمرکات؛ رئیس مالیات غیرمستقیم و گمرک امروزه.

## ن
- ناظر: خوانسالار؛ رک خوانسالار.
- ناظم: ناظم مدرسه؛ مدیر داخلی وزارت خارجه؛ رئیس دبیرخانه؛ معاون وزارت خارجه.
- ناظم خلوت: داروغة خلوت؛ کسی که نظم خلوتخانة شاهی را به عهده داشته.
- ناظم دفترخانه: رئیس وصول بقایا؛ رک امین بقایا.
- ناظم دارالخلافه: حاکم تهران.
- ناظم میزان: رئیس عوارض و مالیات که دم دروازه، از مال التّجاره‌های داخلی و خارجی گرفته می‌شد؛ بعدها ناظم میزان، مدیر گمرک استعمال شد؛ رئیس مالیات غیرمستقیم و گمرک.
- نایب: رک سوارکشیکخانه.
- نایبالوزاره: در اوایل و اواسط سلطنت ناصری، معاون وزارت خارجه را می‌گفتند و در اواخر آن، رئیس.
- نسقچی و نسقچیباشی: اکثر حکّام، چنین فردی برای خود داشتند و تا اوایل سلطنت مظفرالدّین شاه، رواج داشته وظیفه او، بریدن سر، بینی و… بوده‌است. میرغضبان و کارمندان اداره مزبور در دورة قاجار، بیشتر در خانوادة علاءالدّوله دوام پیدا کردند.
- نشان: برای تأیید مضمون ارقام و احکام و نشان‌های سابق، نوشته می‌شده که در مورد سیورغال و تیولات و مناصب و مشاغل کوچک، صادر می‌شده؛ لکن پروانجات، برای تأیید ارقامی که جنبه مالی داشته، بوده‌است.

نظارت خاصّه: خوانسالاری؛ رک خوانسالار.
```
*
نفی بلد
: تبعید.
```

- نقارخانه: این خانه، یکی از بیوتات سلطنتی بوده؛ در دورهای که آلات موزیک نظامی اروپایی به ایران نیامده بود، نقارهخانه، این کار را انجام می‌داده‌است.
- نکول: امتناع؛ خودداری از پرداخت وجه حواله و برات و…؛ خودداری از پاسخ.
- نگارستان: باغی که توسط فتحعلیشاه در خارج از شهر تهران بنا شد؛ قسمتی از وزارتخانه فرهنگ و هنر.
- نوّاب (جمع نایب): معاونین؛ از القاب شاهزادگان (مرد و زن)؛ نوّاب اشرف، در مورد شاه؛ نوّاب اشرف والا، در مورد شاهزادگان استفاده می‌شده‌است.
- نوکر: در زمان قاجار، طبقات کارمند و حقوق بگیران دولت را می‌گفتند؛ خدمتکار؛ بعضی حکّام، به کارکنان خود می‌گفتند.
- نیابت: معاونت.

## و
- وزارت: حکومت (نایب الوزاره: معاون حکومت).
- وزارت دفتر استیفا: مرکب از وزیر و مستوفیان ایالات و ولایات بود.
- وزارت لشکر: رئیس دارایی ارتش.
- وزیر: نیابت اوّل؛ رئیس (معاون).
- وزیر بقایا: مستقیماً تحت نظر صدراعظم انجام وظیفه می‌کرد و حساب ولات و حکّام را از آن‌ها می‌گرفت و به مستوفی محل می‌داد تا حساب را تنظیم کند.
- وزیر حضور: وزیر دربار.
- وزیر دارالانشا: رئیس دفتر مخصوص شاهنشاهی.
- وزیردارالشّورا: عضو دارالشّورا: عضو دارالشّورای کبری.
- وزیر دوّاب : مستوفی که به جمع و خرج و اسقاط و عمل و غیرهٔ شترخانه و قاطرخانه رسیدگی می‌کرده‌است.
- وزیرعلوم: وزیر معارف؛ وزیر آموزش و پرورش.
- وزیر محاسبات: وزیر دارایی.
- وزیر نظام: ریاست دارایی؛ فرمانده قوا را نیز می‌گفتند (در زمان محمدشاه قاجار به بعد، معمول شد).
- وصل: به معنی و معادل «پیوست» امروزه.
- وقایعنگار و داروغه دفترخانه: رئیس اجراییات وزارت دارایی؛ محصّل وصول بقایا.

## ی
- یادداشت: (تاریخ رواج آن، از دوران ناصری بوده) نامه‌هایی که از وزارت امور خارجه به نمایندگان سیاسی دولتهای دیگر می‌نوشتند، می‌گفتند. فرق آن با نامه، در این است که نویسنده در آن، خود را به صیغه مفرد غایب می‌خواند. در تداول سیاسی، نامه گلهآمیزی است که وزارت خارجه دولتی به دولت دیگر می‌فرستد و در آن، از مسایل مربوط به نقض عهد و شکایت، گفتگو می‌کند.
- یاور: سرگرد.
- یراقچین: خلع سلاح.
- یوزباشیان: رک ← سوارکشیکخانه.

کارمندان آستان رضوی را القابی چون اقبالالتّولیه، حسامالتّولیه و… می‌دادند.
در اسناد دورة قاجار، بر پشت و بالا یا سمت چپ سند یا فرمان، نام و لقب مخاطب را می‌نوشتند.
به تجربه، ملاحظه شده که اغلب، مهر پشت سند، جایی زده شده که نوشته «روی صفحه» تمام شده باشد و این، مهر همان نویسندة سند است.